# Lý Văn Phức
Lý Văn Phức (chữ Hán: 李文馥, 1785–1849), tự là Lân Chi, hiệu Khắc Trai và Tô Xuyên; là một danh thần triều Nguyễn và là một nhà thơ Việt Nam.

## Tiểu sử
Lý Văn Phức sinh ở làng Hồ Khẩu, huyện Vĩnh Thuận, phủ Hoài Đức, tỉnh Hà Nội (nay là phường Bưởi, quận Tây Hồ, thành phố Hà Nội).
Xuất thân trong một gia đình nhà Nho gốc ở thôn Tây Hương, thuộc huyện Long Khê, phủ Chương Thâu, tỉnh Phúc Kiến. Tổ tiên ông từng làm quan nhà Minh, sang làng Hồ Khẩu (Việt Nam) lánh nạn khi quân Mãn Thanh vào xâm chiếm Trung Quốc.
Theo Gia phả họ Lý ở làng Hồ Khẩu, tổ tiên Lý Văn Phức đều là quan võ, mãi đến đời ông nội ông mới theo nghiệp văn, thi đỗ Cử nhân), nhưng "không chịu làm quan với nhà Tây Sơn, ở nhà nuôi mẹ già, gia đình rất là quẫn bách" . 
Đến đời cha Lý Văn Phức, ông không đỗ đạt gì, vừa làm nghề thuốc vừa dạy học.
Sinh trưởng trong cảnh nghèo, nên việc học của anh em Lý Văn Phức bị cản trở khá nhiều . Ngoài nghề dạy học ở Cổ Nhuế (Từ Liêm) và Hà Nội, Lý Văn Phức đã phải làm cả nghề tướng số, mặc dù cha ông rất ghét việc dị đoan .
Vì lo kiếm sống, năm 23 tuổi Lý Văn Phức mới đi thi, mãi đến năm 34 tuổi, ông mới thi đỗ Cử nhân khoa Kỷ Mão (1819) dưới triều vua Gia Long.
Năm Minh Mạng thứ nhất (Canh Thìn, 1820), Lý Văn Phức được bổ làm Hàn lâm viện Biên tu, sung Sử quán. Sau đó, ông lần lượt trải qua các chức vụ: Thiêm sự bộ Lễ, Hiệp lý trấn Quảng Nam kiêm quản cơ Lục Kiên, Tham hiệp dinh Quảng Nam, Hộ bộ Hữu thị lang, Tham Tri, Chủ khảo trường thi Hương Gia Định (1828).
Năm Minh Mạng thứ 10 (1829), ông đang làm công việc Hộ chính, vì phạm lỗi bị triều đình kết án, nhưng được nhà vua ân xá cho đi hiệu lực ở Tiểu Tây Dương (tức Bengale) để lấy công chuộc tội (1830).
Năm 1831, nhân có Giám sinh Trần Khải, Tri huyện Lý Chấn Thanh và hơn 40 người là người Trung Quốc đi biển bị bão, thuyền bị dạt vào hải phận Việt Nam. Triều đình Minh Mạng sai Lý Văn Phức đưa những người bị nạn ấy về nước .
Năm 1832, ông được khôi phục chức Tư vụ phủ Nội vụ. Nhân có việc, ông được cử đi công cán Lữ Tống (tức đảo Luçon thuộc Philippin).
Năm 1833, triều đình nhà Nguyễn lại phái ông sang Quảng Đông (Trung Quốc). Về nước, ông được thăng làm Chủ sự bộ Binh, hàm Quang lộc tự Thiếu khanh, và được cử sang Tân Gia Ba (tức Singapore).
Tháng 4 (âm lịch) năm 1834, bộ biền tỉnh Quảng Đông (Trung Quốc) là Trần Tử Long đi thuyền binh bị gió bạt vào tỉnh Thanh Hóa, nhà vua lại sai ông đưa họ về nước. 
Sau, ông lại sang Áo Môn (tức Ma Cao, khi ấy thuộc Quảng Đông) làm việc công . Về nước, ông được cử làm Lang trung bộ Công, rồi Thự Hữu Tham tri bộ Công, Quyền Thủy sư kinh kỳ. 
Năm Thiệu Trị thứ nhất (1841), Lý Văn Phức được bổ làm Hữu Tham tri bộ Lễ, rồi làm Chánh sứ đi sứ Yên Kinh (tức Bắc Kinh). Nhân các cuộc đi này, ông sáng tác được nhiều tập văn thơ. Tháng 2 (âm lịch) năm 1842, ông về nước. Tổng cộng trong 11 năm (1830-1841), ông đi công cán ra nước ngoài cả thảy 7 lần.
Năm 1843, ông được cử làm Chủ khảo trường thi Hương Nghệ An. Đến khi thuyền nước ngoài đến Đà Nẵng, vì làm việc không khéo, ông bị án xử làm lính. Một thời gian sau, ông được khai phục chức Thị độc.
Năm Tự Đức thứ nhất (1848), thăng ông làm Lang trung, biện lý bộ Lễ.
Năm Kỷ Dậu (1849), Lý Văn Phức mất khi tại chức, hưởng thọ 64 tuổi, được truy tặng Lễ bộ Hữu thị lang.

## Tác phẩm
Lý văn Phức để lại một di sản khá đồ sộ bằng chữ Hán và chữ Nôm. Theo thống kê chưa đầy đủ, hiện có:

### Chữ Hán
- Học ngâm tồn thảo, gồm 80 bài thơ viết khi vừa thi đỗ cho đến khi bắt đầu làm quan (1819).
- Tây hành thi ký (Ghi chép bằng thơ trong chuyến đi sứ về phía Tây), gồm 45 bài thơ.
- Hải hành ngâm (Ngâm trong lúc đi trên biển).
- Tây hành kiến văn kỷ lược (lược ghi những điều tai nghe mắt thấy trong chuyến đi về phía Tây), gồm những ghi chép trong dịp đi hiệu lực ở vùng biển Tiểu Tây dương năm 1830.
- Mân hành tạp vịnh thảo (Tạp vịnh trong chuyến đi đến đất Mân), là tập thơ làm trên đường đi sang đất Mân Việt (Phúc Kiến, Trung Quốc) năm 1831. Trong tập này có bài "Biện di luận", là tác phẩm khá nổi tiếng [7].
- Việt hành tục ngâm (Thơ ngâm tiếp trong chuyến đi Việt Đông)[8].
- Đông hành thi tạp lục (Tạp ghi bằng thơ trong chuyến đi về phía Đông), làm trong chuyến đi công cán đến Lữ Tống năm 1832.
- Nghĩ Vô Danh công tự thuật phú (Phú tự thuật của ông Vô Danh, tức Lý Văn Phức), viết sau chuyến đi hiệu lực đến Tân Gia Ba (Singapore) năm 1833.
- Việt hành ngâm thảo (Thơ ngâm trong chuyến đi Việt Đông)
- Tam chi Việt tạp thảo (Tạp ghi trong lần thứ ba đến Việt Đông).
- Kinh hải tục ngâm (Thơ ngâm tiếp khi đi trên biển), gồm 110 bài thơ vịnh cảnh, vịnh di tích trong lần đi công cán đến Áo Môn (Ma Cao) năm 1834.
- Chu Nguyên tạp vịnh thảo (Bản thảo những bài thơ tạp vinh ở đất Chu Nguyên).
- Hoàng hoa tạp vịnh thảo (Bản thảo những bài tạp vịnh trên con đường hoa). Hoàng hoa ý nói con đường đi sứ. Đây là tập thơ gồm 76 bài thơ và 1 bài Ký Nhị thị ngẫu đàm (Cuộc trò chuyện giữa hai họ Thích Ca và Lão Tử).
- Sứ trình chí lược thảo (Bản thảo lược ghi trên hành trình đi sứ).
- Sứ trình quát yếu biên (Tập sách biên chép tổng quát trên hành trình đi sứ). Cả ba tập sau đều làm trong dịp đi sứ sang Yên Kinh năm 1841.

Ngoài ra, ông còn có một số thơ văn đi sứ soạn chung với các tác giả khác.

### Chữ Nôm
- Sứ trình tiện lãm khúc (Khúc ngâm nhân quan sát trên hành trình đi sứ), kể về cuộc đi sứ đến Yên Kinh (tức Bắc Kinh) năm 1841.
- Chu hồi trở phong thán (Than thở về chyến trở về gặp gió bão), viết theo thể biền ngẫu, làm khi trên đường từ Tân Gia Ba trở về gặp gió bão năm 1834.
- Hồi kinh nhật ký (Nhật ký trên đường về kinh)
- Tự thuật phú (Phú tự thuật), viết theo thể tứ lục, kể thân thế của mình với mục đích đề cao đạo làm con.
- Bát phong lưu truyện (Truyện về người không phong lưu), thơ trường thiên, ý ám chỉ bản thân mình, làm năm 1815.
- Phụ châm tiện lãm (Giáo huấn phụ nữ), viết theo thể song thất lục bát.
- Nhị thập tứ hiếu diễn ca (Diễn ca 24 chuyện hiếu hạnh), viết theo thể song thất lục bát. Nguyên tác của Quách Cư Nghiệp đời Nguyên.

Ngoài ra ông còn diễn âm một số tác phẩm Trung Quốc thành truyện thơ Nôm:
- Tây sương (Mái Tây), dài 1.744 câu lục bát, dựa theo một vở kịch nổi tiếng ở Trung Quốc do Vương Thực Phủ đời Nhà Nguyên viết. Có người cho rằng người diễn Nôm không phải Lý Văn Phức mà là Nguyễn Lê Quang, bạn đồng liêu của ông.
- Ngọc Kiều Lê, dài khoảng 2.926 câu lục bát, dựa theo một tiểu thuyết cùng tên ở Trung Quốc.
- Cừu Đại Nương Trương Văn Thành diễn nghĩa, thể lục bát, viết theo một tiểu thuyết của Trung Quốc.
- Nhị độ mai diễn ca [9], thể lục bát, viết theo truyện Nhị độ mai của Trung Quốc.

## Nhận xét
- Trong Đại Nam chính biên liệt truyện:

(Lý) Văn Phúc có tiếng là văn học, làm quan thường bị vấp, rồi lại được khôi phục. Trước sau hơn 30 năm, phần nhiều phải làm việc khó nhọc ở đường biển, sóng gió kinh khủng, mây khói mờ mịt, kinh lịch không chỉ một chỗ nào, thường thấy biểu hiện ở thơ văn vậy .
- Trong Từ điển văn học (bộ mới):

Lý Văn Phức là một cây bút nhuần nhuyễn cả chữ Hán và chữ Nôm. Thơ văn ông nghiêng nhiều về những nét đời thường, cả trong miêu tả và cảm xúc. Tuy trong từng tác phẩm, từng thể loại, ông không có những đóng góp thật kiệt xuất...Nhưng có đủ lý do để nói rằng Lý Văn Phức là một tác gia tiêu biểu cho xu hướng tư tưởng và văn chương của giai đoạn nửa đầu thế kỷ 19 .

## Sách tham khảo
- Quốc sử quán triều Nguyễn (Cao Xuân Dục làm Tổng tài), Đại Nam chính biên liệt truyện (bản dịch). Nhà xuất bản Văn học, 2004, tr. 511-512.
- Quốc sử quán triều Nguyễn (Cao Xuân Dục làm Tổng tài), Quốc triều chính biên toát yếu. Nhà xuất bản Văn học, 2002.
- Dương Quảng Hàm, Việt Nam văn học sử yếu. Trung tâm học liệu xuất bản. Bản in lần thứ 9, Sài Gòn, 1968, tr. 392.
- Vũ Ngọc Phan, truyện "Lý Văn Phức" in trong Vũ Ngọc Phan toàn tập (Tập I). Nhà xuất bản Văn học, 2010.
- Trần Hải Yến, mục từ "Lý Văn Phức" trong Từ điển văn học (bộ mới). Nhà xuất bản Thế giới, 2004, tr. 926-928.
- Thanh Lãng, Bảng lược đồ văn học Việt Nam (Quyển Thượng), mục "Lý Văn Phức". Nhà xuất bản Trình bày, Sài Gòn, không ghi năm xuất bản, tr. 814-816.
- Hoàng Hữu Yên, Văn học thế kỷ 19, mục "Lý Văn Phức". Nhà xuất bản Khoa học Xã hội, 2004, tr. 174.
- Nguyễn Đổng Chi, "Lý Văn Phức: Cây bút luận chiến ngoại giao cứng cỏi" in trong Văn học Việt Nam trên những chặng đường chống phong kiến Trung Quốc xâm lược. Nhà xuất bản Khoa học xã hội, 1981.